# Hrabstwo Howard (Indiana)

Piramida wieku hrabstwa

Hrabstwo Howard (ang. Howard County) – hrabstwo w stanie Indiana w Stanach Zjednoczonych.

## Geografia
Według spisu z 2010 roku obszar całkowity hrabstwa obejmuje powierzchnię 293,92 mili2 (761,25 km²), z czego 293,06 mili2 (759,02 km²) stanowią lądy, a 0,86 mili2 (2,23 km²) stanowią wody. Według szacunków United States Census Bureau w roku 2012 miało 82 849 mieszkańców. Jego siedzibą administracyjną jest Kokomo.

### Miasta
- Greentown
- Kokomo
- Russiaville